# Gambialoa ahmedi
Gambialoa ahmedi är en insektsart som beskrevs av Irena Dworakowska 1974. Gambialoa ahmedi ingår i släktet Gambialoa och familjen dvärgstritar. Inga underarter finns listade i Catalogue of Life.